# 장도환
장도환(張道煥, 혹은 장금성(張金城), 일본식 이름: 張本道煥, 1903년 ~ ?)은 대한민국의 승려이다. 본관은 결성(結城). 법명은 금성(金城)이다.

## 생애
경상북도 고령군 출신이며, 경상남도 하동군의 지리산 자락에 있는 쌍계사 재적 승려였다. 출가한 시기와 은사에 대해서는 알 수 없다.
1926년 당시 일본 도쿄에서 유학 중이었던 장도환은 재일본조선불교청년회라는 재일 유학승 모임에서 간부를 맡았고, 기관지인 《금강저》 발행에도 참여했다. 1928년에 와세다 제1고등학원을 졸업했고, 곧바로 와세다 대학 동양철학과에 입학해 수학했다.
1932년 와세다 대학을 졸업하고 귀국하여 경성부에서 조선불교청년총동맹 서기장에 취임한 뒤 활발한 활동을 했다. 그러나 1년여의 활동 끝에 하동의 쌍계사로 내려와 몇 년간 수행 생활에만 몰두하며 은거했다. 다시 외부로 모습을 드러낸 것은 1936년에 쌍계사 주지가 되어 조선총독부의 인가를 받으면서부터이다. 주지 임기는 다 채우지 않고 1939년에 사임했으며, 이후 불교 잡지인 《불교》 편집주임으로 활동했다.
일제강점기 말기에 《불교》를 발행하면서 친일 시사문을 다수 싣고 직접 집필하면서 태평양 전쟁을 지원한 행적이 있다. 조선 불교계가 신도들의 모금으로 군용 비행기를 헌납하기로 한 결의안 전문을 일본어로 게재하고 헌납금을 내도록 안내하기도 했다. 장도환이 기고한 글에는 태평양 전쟁이 황인종의 복음이라거나 황군 장병의 노고에 보답해야 한다는 등의 내용이 들어있고, 특히 “황도 불교의 선양”을 주창하여 불교의 친일적 변질을 도모했다.
광복 후에도 1946년 《신생》이라는 불교 잡지를 창간해 발행하면서 불교 언론인으로 계속 활동했다. 《신생》은 이듬해 《불교》로 제호를 바꾸었다. 장도환은 불교계 갈등에서 총무원 간부 측을 옹호하는 보수적인 입장을 취했으며, 1949년에 일어난 총무원장 박원찬 감금 사건에 가담하기도 했다.
한국 전쟁 때 실종되어 소식을 알 수 없다. 납북된 것으로 추정된다.

## 사후
2008년에 민족문제연구소가 발표한 친일인명사전 수록예정자 명단 중 종교 부문에 포함되었다.

## 같이 보기
- 쌍계사
- 허경호

## 참고 자료
- 임혜봉 (2005년 3월 1일). 〈장도환 : 황도 불교 선양을 부르짖은 친일 승려〉. 《친일 승려 108인》. 서울: 청년사. 426~435쪽쪽. ISBN 9788972783848.